# Myrcia hatschbachii
Myrcia hatschbachii är en myrtenväxtart som beskrevs av Carlos Maria Diego Enrique Legrand. Myrcia hatschbachii ingår i släktet Myrcia och familjen myrtenväxter. Inga underarter finns listade i Catalogue of Life.